# The Jordanaires
The Jordanaires (с англ. — «Иорданцы») — американская вокальная группа, появившаяся в 1948 году в Спрингфилде, штат Миссури. В оригинальный состав группы входили Боб Хаббард, Билл Мэттьюс, Монти Мэттьюс и Кулли Холт. С начала 1950-х годов состав группы неоднократно менялся. The Jordanaires исполнили более 100 песен, аккомпанируя Элвису Пресли и исполняя музыку для кинолент, в которых снимался певец. Группа совершала концертные турне по всему миру, исполняя песни из альбомов, записанных ими самостоятельно. The Jordanaires были также удостоены премии «Грэмми». Читатели музыкальных журналов Record Mirror и New Musical Express в течение восьми лет называли The Jordanaires одной из лучших вокальных групп в мире, включив её в десятку избранных.
Более 40 лет The Jordanaires оставались одной из самых востребованных бэк-вокальных групп кантри-музыки. Группа сотрудничала с такими признанными звёздами, как Джим Ривес, Пэтси Клайн, Джордж Джонс и Элвис Пресли. Состав группы изменялся с начала 1950-х годов вплоть до конца 1990-х. К 1954 году The Jordanaires стали бэк-вокалистами Элтона Бритта, Реда Фулли и Джимми Уокели. В том же году музыканты приняли участие в телешоу Эдди Арнольда, где исполнили одну из известных госпел-песен. Однако заметного успеха после выступления не имели. Слава пришла к ним лишь после того, как давний поклонник группы Элвис Пресли предложил музыкантам сотрудничество в случае заключения им контракта с лейблом RCA Records. Когда Элвис стал звездой, он сдержал обещание, оставив The Jordanaires своими бэк-вокалистами. Их сотрудничество продолжалось до 1970 года. Квартет принял участие в съёмках большинства музыкальных фильмов с участием Пресли, а также в записи всех госпел-альбомов музыканта. Помимо плодотворной бэк-вокальной работы с Элвисом Пресли, The Jordanaires также оказали большое влияние на развитие кантри-музыки. Именно они являются основателями нашвильской системы записи аккордов, которая широко используется и сегодня. Они также повлияли на создание коммерческого музыкального рынка Нашвилла, способствовав продвижению таких певцов, как Дженни Фрик и Джуди Родмэн.

## История группы
Группа образовалась в 1948 году в Спрингфилде, штат Миссури, и в её оригинальный состав входили Билл Мэттьюс (первый тенор), Боб Хуббард (второй тенор/лидер), брат Билла — Монти Мэттьюс (баритон), Кулли Холт (бас) и пианист Боб Мони. Спустя три года Мони был заменён Гордоном Стокером. В этом составе группа работала до 1952 года. Дебют группы состоялся в 1949 году во время их выступления в программе Grand Ole Opry. С уходом Боба Хуббарда в 1953 году в состав группы вошёл новый участник — Хойт Хоккинс. Позже в том же году Билл Мэттьюс покинул группу. Хоккинс стал баритоном и её новым лидером. Тогда же к группе присоединился Нил Мэттьюс-младший. Дон Брюс стал первым тенором, однако покинул группу уже в следующем году. Трио стало квартетом, когда в её состав вернулся Гордон Стокер, ставший первым тенором.
Очередные изменения в составе группы произошли в 1954 году после ухода Кулли Холта. Кулли был заменён новым басом — Хью Джарреттом. Джаррет оставался в группе вплоть до 1958 года, пока не был заменён Реем Уолкером. Тогда в состав группы входили Гордон Стокер (первый тенор и менеджер), Нил Мэттьюс-младший (второй тенор/лидер), Хойт Хоккинс (баритон) и Рей Уолкер (бас). В этом составе группа проработала с середины 60-х до 70-х.
Следующее изменение в составе группы произошло в 1982 году после смерти Хойта Хоккинса. Замену ему составил Дуэйн Вест, ранее известный как бэк-вокалист группы Сонни Джеймса — The Southern Gentlemen. Состав не изменялся в течение следующих двадцати лет. В 1999 году Дуанн был вынужден покинуть группу по причине болезни (умер в 2002-м). Вскоре его заменил Луи Нанли.
В 2003 году скончался Нил Мэттьюс. Новым лидером группы стал Кёртис Юнг.
Хью Джарретт умер 31 мая 2008 года в возрасте 78 лет от ран, полученных в результате автокатастрофы, произошедшей в марте того же года.

### Сотрудничество сЭлвисом Пресли
The Jordanaires были знакомы с Пресли с 1956 года. Их знакомство состоялось, частично благодаря Хэнку Уильмсу (артисту Grand Ole Opry). Уильямс рассказал The Jordanaires о молодом исполнителе, имеющем способность «разрывать сцену» вовремя своих выступлений на кантри-шоу. Сам Пресли отдавал большое предпочтение музыкальным квартетам, исполнявшим госпел, и The Jordanaires были одной из его любимых групп. Он слушал их выступления каждую субботнюю ночь в программе Grand Ole Opry. Музыка The Jordanaires отличалась нетипичной для групп того времени энергичностью, в ней также чувствовалась влияние негритянской музыки, что отвечало музыкальным вкусам Элвиса. «Мы были первым белым квартетом, исполнявшим негритянские религиозные гимны», — утверждал лидер группы Гордон Стокер. Летом 1956 года было положено начало многолетней и плодотворной работы Элвиса с вокальным квартетом The Jordanaires. Первые записи с Jordanaires были сделаны 2 июля 1957 года. В тот день был записан суперпопулярный «Hound Dog», его обратная сторона «Don’t Be Cruel» и песня «Any Way You Want Me», попавшая на обратную сторону «баллады всех времён и народов» «Love Me Tender». Сотрудничество Элвиса с этим вокальным квартетом продолжалось до января 1967 года.
Воскресным днём 1955 года The Jordanaires выступили на шоу Эдди Арнольда в Мемфисе — Eddy Arnold Time. Для выступления группа использовала имя Gordonaires. Музыканты исполнили госпел-композицию, написанную Томасом Дорси — «Peace In The Valley». После выступления за кулисами их ждал молодой человек, длинноволосый блондин, спокойный и обходительный. Этим человеком был Элвис Пресли, в то время малоизвестный начинающий певец. Было несколько вежливых обменов любезностями, во время которых Пресли сказал: «Если я когда-нибудь заключу контракт с главной компанией, я уверен, что вы, парни — именно те, кто мне нужен». В те годы Пресли записывался на студии Sun Records.
10 января 1956 года состоялась первая звукозаписывающая сессия Пресли на студии RCA Records, в которой также приняли участие его постоянные музыканты: Скотти Мур, Билл Блэк и Доминик Фонтана. В тот день были записаны песни «I Got a Woman», «Heartbreak Hotel» и «Money Honey». Верный своему слову, Элвис потребовал от лейбла RCA Victor возможности участия The Jordanaires в записи. На следующий день тогдашний музыкальный продюсер Пресли, Чет Аткинс, вновь пригласил на звукозаписывающую сессию Гордона Стокера. В этот год RCA Records также заключили контракт с другой группой — The Speer Family. Чет обратился к Гордону с просьбой, чтобы тот спел месте с Беном и Броком Спиром. В тот день были записаны песни «I’m Counting On You» и «I Was The One». Этот случай стал первым в музыкальной карьере Пресли, когда песни записывались с бэк-вокальным сопровождением. К апрелю 1956 года «Heartbreak Hotel» достиг лидирующей позиции в национальных хит-парадах.
Сделав несколько сессий в Нью-Йорке, 14 апреля 1956 года Элвис отправился в Нашвилл, где планировал приступить к записи песни «I Want You, I Need You, I Love You». Гордон был снова приглашён в вокальное трио вместе с Беном и Броком. После сессии Элвис переговорил с Гордоном, сообщив о своём желании сотрудничать с Jordanaires (на тот момент не зная, почему не все участники Jordanaires присутствовали на записи). С этого момента The Jordanaires принимали участие почти в каждой звукозаписывающей сессии музыканта в течение следующих 14 лет. В то время, когда никто из бэк-вокалистов, продюсеров и инженеров не получал признания и известности, The Jordanaires завоевали особую любовь публики. Пресли настоял на том, чтобы имена Jordanaires указывались на всех его пластинках, в которых квартет принимал своё непосредственное участие. Достигнутой славы было достаточно для того, чтобы The Jordanaires было присвоено звание «Группы года», возникшее в эпоху музыки «The Beatles».

## Сотрудничество c другими музыкантами
The Jordanaires сотрудничали со множеством современных музыкальных исполнителей, большинство из которых работают преимущественно в жанре кантри-музыки.
Приняли участие в записи альбомов:
- второго альбома Ринго Старра — Beaucoups of Blues.
- пятого альбома группы Ween — 12 Golden Country Greats, выпущенного в 1996 году.
- третьего альбома Джонни Кэша — The Fabulous Johnny Cash (1959), а также альбома 1978 года I Would Like To See You Again.

Приняли участие в записи песен:
- В 1997 году исполнили бэк-вокальную партию песни «Who’ll Be The One If Not Me» для небродвейской музыкальной постановки «Виолетта».
- В 2007 году исполнили бэк-вокальную партию для песни «Save Your Dreams» в исполнении Shark (Уайлд Колониалс).
- В 2007 году приняли участие в записи песен группы C.B.O.P: «Between You & Me» и «Live Like A King», вышедших в альбоме A Road Less Traveled.
- В 2009 году приняли участие в записи EP-альбома Today, Tomorrow & Forever Пита Молинэри, на котором исполнили кавер-версий классических кантри-хитов, среди которых песни «A Satisfied Mind», «Tennessee Waltz» и «Guilty».
- В 2008 году приняли участие в записи песни The Grascals — «Did You Forget God Today?».

Сотрудничали:
- с Рики Нельсоном, приняв участие в записи песен «Poor Little Fool», «Lonesome Town», «It’s Late» и др.
- с группой The Tractors, лидером которой на протяжении многих лет остаётся Стив Рипли.

## Награды и премии
- Премия «Грэмми» в номинации «Лучший южный альбом», «Лучший кантри альбом», «Лучший блюграсс альбом».
- Премия, вручённая Музыкальной ассоциацией Нашвилла.
- Премия, вручённая Национальной Академией искусства звукозаписи и науки.
- Награда от Grand Ole Opry за работу в течение 13 лет.
- Специальная награда от RCA Records за обширный вклад в записи Элвиса Пресли.
- Включены в

1. Зал славы госпела в 1998.
2. Зал славы кантри в 1998.
3. Зал славы МАКСА в 1999.
4. Зал славы рокабилли в 2000.
5. Зал славы вокальных групп в 2004.
6. Зал славы христианской музыки в 2007.
7. Зал славы искусств в 2007 и Южные Легенды интертеймент.

## Дискография

### Альбомы
| Дата релиза | Название                                | Лейбл                       |
| ----------- | --------------------------------------- | --------------------------- |
| 1953        | Beautiful City                          | RCA Records                 |
| 1957        | Peace in the Valley                     | Decca Records               |
| 1958        | Heavenly Spirit                         | Capitol Records             |
| 1959        | Gloryland                               | Capitol Records             |
| 1959        | Of Rivers and Plains                    | Sesac Records               |
| 1962        | Spotlight on the Jordanaires            | Capitol Records             |
| 1969        | Monster Makers                          | Stop Records                |
| 1972        | We’d Like to Teach the World to Sing    | Ember Records               |
| 1977        | To God Be the Glory                     | Capitol Records             |
| 1978        | Christmas to Elvis from the Jordanaires | Classic Records             |
| 1978        | This Land                               | Columbia Records            |
| 1990        | Land of Jordan                          | Capitol Records             |
| 1992        | Sing Gospel                             | K-Tel Distribution          |
| 1992        | Will the Circle Be Unbroken             | EMI-Capitol Special Markets |
| 1994        | Memories of Elvis                       | K-Tel Distribution          |
| 1994        | Tribute to Elvis                        | Step One Records            |
| 1997        | Sing Elvis’ Favorite Gospel Songs       | Revival Records             |
| 1999        | Sing Elvis’ Favourite Spirituals        | Castle Pie                  |
| 2000        | Christmas Tribute to the King           | Laserlight Records          |
| 2001        | He Lifted Me                            | Versus/Pamplin              |
| 2005        | Rhinestone Christian                    | GoldRhyme Music             |
| 2005        | The Christmas Album                     | Curb Records                |
| 2006        | Shall Not Be Moved                      | Laserlight Records          |
| 2008        | The Kings of Harmony                    | Fabulous Records            |
| 2008        | Elvis Memories                          | Fabulous Records            |
| 2008        | The Jordanaires                         | Castle Pulse Records        |